# 桑托斯赫普尔
桑托斯赫普尔（Santoshpur），是印度西孟加拉邦Haora县的一个城镇。总人口7181（2001年）。

## 人口
该地2001年总人口7181人，其中男性3702人，女性3479人；0—6岁人口848人，其中男417人，女431人；识字率74.46%，其中男性为79.58%，女性为69.01%。